# David Virelles

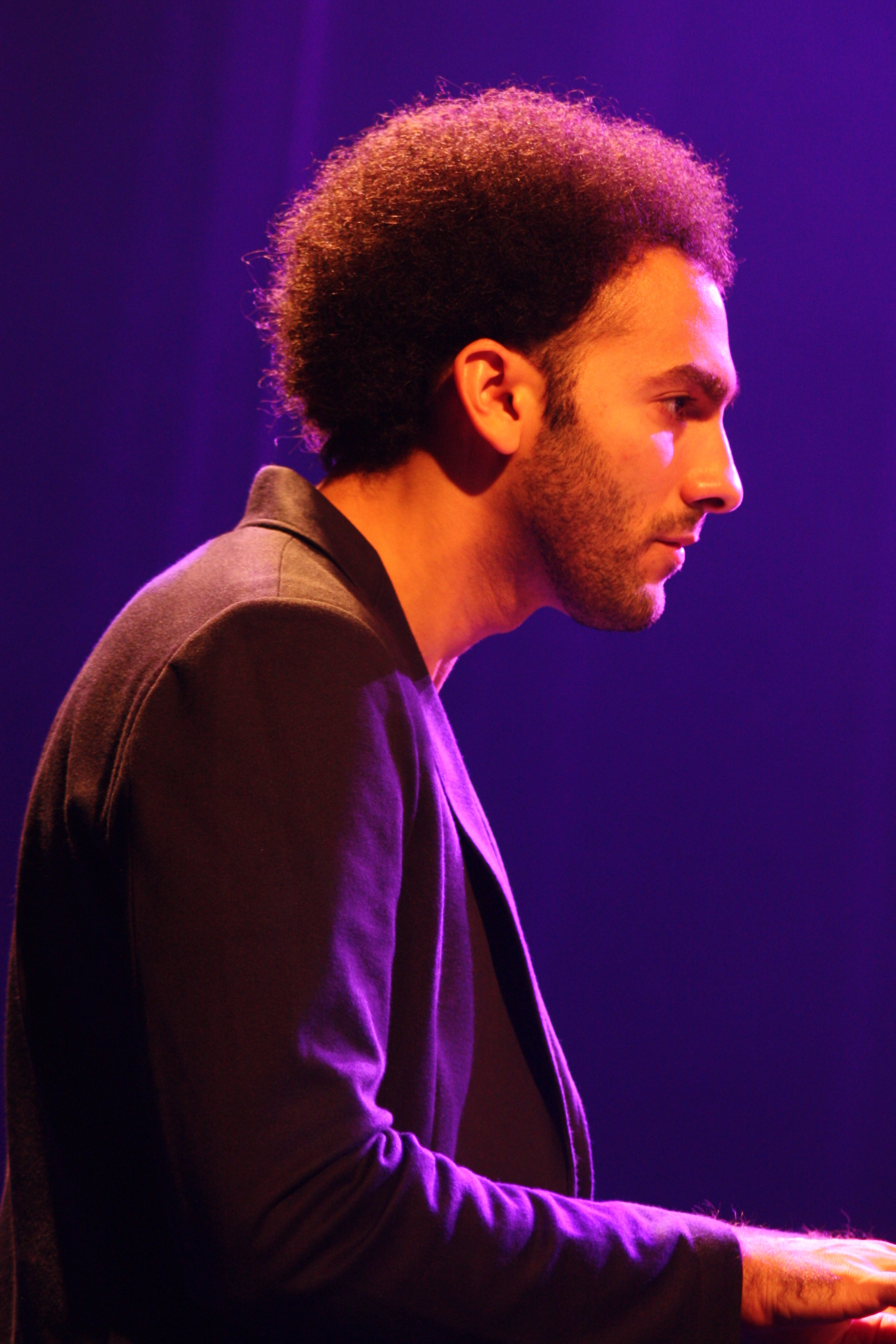
David Virelles (Deutsches Jazzfestival 2013)

David Virelles González (* 10. November 1983 in Santiago de Cuba) ist ein kubanischer Jazzpianist.

## Leben und Wirken
Virelles wuchs in einer Musikerfamilie auf Kuba auf; sein Vater ist Singer-Songwriter und seine Mutter Flötistin im Sinfonieorchester von Santiago de Cuba. Mit sieben Jahren begann er eine klassische Klavierausbildung; durch die Plattensammlung seines Großvaters begann er sich für Jazz zu interessieren. 2001 zog er nach Kanada, wo Jane Bunnett seine Mentorin wurde und ihn an mehreren ihrer Alben mitwirken ließ. Er studierte am Humber College in Toronto, wo ihm Oscar Peterson persönlich den ersten Oscar Peterson Prize überreichte. 2006 gewann er den Grand Prix de Jazz auf dem Montréal Jazz Festival. 2007 legte er sein Debütalbum Motion auf Justin Time Records vor; es folgte Privatunterricht bei Barry Harris, Steve Coleman, Stanley Cowell und Muhal Richard Abrams.
2009 zog Virelles nach New York City, um bei Henry Threadgill Komposition zu studieren. Das Album Continuum (Pi Recordings, 2012) nahm er (überwiegend) in Quartettbesetzung mit Ben Street, Andrew Cyrille und Jonathan Finlayson auf. 2011 wirkte er bei Chris Potters ECM-Album The Sirens mit. Auch Tomasz Stańko und Steve Coleman holten ihn in ihre Bands. In seinem Projekt Mbókò, das er 2016 mit Thomas Morgan, Eric McPherson und Perkussionist Román Díaz auf dem Moers Festival vorstellte, „geht er auf die Spurensuche nach alter, ritueller afro-kubanischer Musik, übersetzt diese Elemente mit hoher musikalischer Intelligenz in die Jetztzeit und schafft damit etwas, das man im besten Sinne eine ›Neue Weltmusik‹ nennen kann.“ 2017 legte er bei ECM das Album Ghosts vor, das einen vergleichbaren Ansatz mit einem größeren Ensemble verfolgt und auf „futuristische afro-amerikanische Kammermusik“ zielt. Er war auch an Johnathan Blakes Blue-Note-Debüt Homeward Bound (2021) und an Henry Threadgills Album The Other One (2023) beteiligt. 
2015 gewann er im Kritiker-Poll des Down Beat in der Kategorie „Rising Star“.

## Diskographische Hinweise
- David Virelles: Igbó Alákọrin (The Singer’s Grove) Vol. I & II (Pi Recordings, 2018)
- Nuna (Pi, 2022) solo
- David Virelles: Carta (Intakt Records, 2023)